# Ecuadori kacika
Az ecuadori kacika (Cacicus sclateri) a madarak osztályának verébalakúak (Passeriformes) rendjébe, azon belül a csirögefélék (Icteridae) családjába tartozó faj.

## Rendszerezése
A fajt Alphonse Joseph Charles Dubois belga természettudós írta le 1887-ben, az Agelaeus nembe Agelaeus sclateri  néven.

## Előfordulása
Dél-Amerika északnyugati részén, Ecuador, Kolumbia és Peru területén honos. A természetes élőhelye szubtrópusi és trópusi síkvidéki erdők és mocsári erdők, valamint ültetvények. Állandó, nem vonuló faj.

## Megjelenése
Testhossza 23 centiméter, testtömege 53 gramm. Tollazata fekete színezetű. 

## Életmódja
Gerinctelenekkel, gyümölcsökkel és nektárral táplálkozik.

## Természetvédelmi helyzete
Az elterjedési területe nagy, egyedszáma pedig stabil. A Természetvédelmi Világszövetség Vörös listáján nem fenyegetett fajként szerepel.